# 2-méthyl-3-pentanol
 (août 2024).
Le 2-méthyl-3-pentanol est un composé chimique organique. C'est un alcool secondaire qui est utilisé comme carburant.